# Androsace yargongensis
Androsace yargongensis là một loài thực vật có hoa trong họ Anh thảo. Loài này được Petitm. mô tả khoa học đầu tiên năm 1908.